# Agata Skiba
Pour les articles homonymes, voir Skiba.
Agata Skiba est une joueuse de volley-ball polonaise née le 24 février 1991 à Gostyń. Elle mesure 1,85 m et joue au poste de réceptionneuse-attaquante. Elle totalise 15 sélections en équipe de Pologne.

## Clubs
| Club                     | De        | À         |
| ------------------------ | --------- | --------- |
| Kaniasiatka Gostyń       |           | 2005-2006 |
| UKS Chrobry Poznań       | 2006-2007 | 2006-2007 |
| Pałac Bydgoszcz          | 2007-2008 | 2010-2011 |
| KS Murowana Goślina      | 2011-2012 | 2011-2012 |
| Eliteski AZS UEK         | 2012-2013 | 2012-2013 |
| MLKS Zawisza Sulechów    | 2013-2014 | 2014-2015 |
| KS Developres Rzeszów    | 2015-2016 | 2015-2016 |
| LTS Legionovia Legionowo | 2016-2017 | 2016-2017 |
| WTS Solna Wieliczka      | 2017-2018 | 2017-2018 |
| VK Královo Pole          | 2018-2019 | 2018-2019 |
| KŚ AZS PŚ Gliwice        | 2019-2020 | …         |